# 김우중 (정치인)
김우중(1942년 12월 6일 ~ )은 대한민국의 정치인이다. 제14·15·16대 동작구청장을 역임했다.

## 역대 선거 결과
|  | 8.18% |

|  | 54.23% |

|  | 55.93% |

|  | 56.57% |